# Parablennius thysanius
Parablennius thysanius és una espècie de peix de la família dels blènnids i de l'ordre dels perciformes que es troba al Golf Pèrsic, costa central d'Oman, el Pakistan, sud-oest de l'Índia, Sri Lanka, Golf de Tailàndia i Filipines. Introduït a les Hawaii.
Els mascles poden assolir els 6,2 cm de longitud total.